# Alfons Maurer
Alfons Maurer (* 30. Oktober 1927 in Schmalegg; † 8. April 1992 in Ravensburg) war ein deutscher Politiker (CDU).

## Leben
Nach dem Besuch der Volksschule und dem Abschluss der Handelsschule 1942 absolvierte Maurer eine Ausbildung als Industriekaufmann. Von 1944 bis 1945 nahm er als Soldat am Zweiten Weltkrieg teil. Zuletzt geriet er in Gefangenschaft, aus der er 1946 entlassen wurde. Nach der Entlassung aus der Kriegsgefangenschaft absolvierte er von 1946 bis 1948 eine Ausbildung als Kfz-Handwerker und arbeitete danach als Kaufmann in einem Autohaus. Von 1956 bis 1968 war er als Industriekaufmann und Bilanzbuchhalter und im Anschluss bis 1984 als kaufmännischer Leiter und Prokurist in einer Maschinenfabrik tätig.
Maurer schloss sich den Christdemokraten an und war von 1965 bis 1987 Vorsitzender des CDU-Kreisverbandes Ravensburg. Er war Kreisrat des Landkreises Ravensburg und dort von 1971 bis 1984 Vorsitzender der CDU-Fraktion. Seit 1969 gehörte er dem Bezirksvorstand der CDU Württemberg-Hohenzollern an. Außerdem war er von 1987 bis 1990 Bezirksvorsitzender der Mittelstands- und Wirtschaftsvereinigung (MIT) Württemberg-Hohenzollern und Mitglied des Landesvorstandes der MIT der CDU Baden-Württemberg.
Maurer wurde bei den Landtagswahlen 1976, 1980, 1984 und 1988 jeweils über ein Direktmandat des Wahlkreises Ravensburg als Abgeordneter in den Landtag von Baden-Württemberg gewählt. Am 17. Februar 1990 legte er sein Landtagsmandat aus gesundheitlichen Gründen nieder. Für ihn rückte Rudolf Köberle ins Parlament nach.
Vom 6. Juni 1984 bis zum 8. Februar 1990 amtierte Maurer als Politischer Staatssekretär für Verkehr und Straßenbau im Innenministerium des Landes Baden-Württemberg.
Alfons Maurer war seit 1952 mit Theresia Schwarz verheiratet. Aus der Ehe gingen drei Töchter und drei Söhne hervor.

## Ehrungen
- 1980: Verdienstkreuz am Bande der Bundesrepublik Deutschland
- 1986: Verdienstkreuz 1. Klasse der Bundesrepublik Deutschland
- 1990: Großes Verdienstkreuz der Bundesrepublik Deutschland
- Ehrenbürger der Pädagogischen Hochschule Weingarten
- Alfons-Maurer-Straße in Ravensburg